# Municipio de Somerford
El municipio de Somerford (en inglés: Somerford Township) es un municipio ubicado en el condado de Madison en el estado estadounidense de Ohio. En el año 2010 tenía una población de 2898 habitantes y una densidad poblacional de 37,17 personas por km².

## Geografía
El municipio de Somerford se encuentra ubicado en las coordenadas 39°58′34″N 83°29′19″O / 39.97611, -83.48861. Según la Oficina del Censo de los Estados Unidos, el municipio tiene una superficie total de 77.97 km², de la cual 76,84 km² corresponden a tierra firme y (1,45 %) 1,13 km² es agua.

## Demografía
Según el censo de 2010, había 2898 personas residiendo en el municipio de Somerford. La densidad de población era de 37,17 hab./km². De los 2898 habitantes, el municipio de Somerford estaba compuesto por el 97,41 % blancos, el 0,59 % eran afroamericanos, el 0,1 % eran amerindios, el 0,72 % eran asiáticos, el 0,17 % eran de otras razas y el 1 % eran de una mezcla de razas. Del total de la población el 0,66 % eran hispanos o latinos de cualquier raza.